# قهرمانی وزنه‌برداری جهان ۱۹۲۲
قهرمانی وزنه‌برداری جهان ۱۹۲۲ بیست و یکمین دوره از رقابت‌های قهرمانی جهان می‌باشد که از ۲۹ تا ۳۰ آوریل ۱۹۲۲ در تالین، استونی برگزار گردید. در این دوره ۳۳ ورزشکار مرد از ۴ کشور رقابت کردند.

## خلاصه مدال‌ها
| رویداد               | طلا                   | نقره                    | برنز                     |
| پر وزن ۶۰ ک‌گ         | Heinrich Graf · سوئیس | کارل کوییو · استونی     | گوستاو ارنساکس · استونی  |
| سبک‌وزن ۶۷٫۵ ک‌گ       | آلفرد نئولند · استونی | ادوارد واناسمه · استونی | وولدمار نورماگی · استونی |
| میان‌وزن ۷۵ ک‌گ        | سائول هالاپ · استونی  | Alberts Ozoliņš · لتونی | Alfred Puusaag · استونی  |
| سنگین‌وزن سبک ۸۲٫۵ ک‌گ | روژه فرانسوا · فرانسه | Johannes Toom · استونی  | Rudolf Tihane · استونی   |
| سنگین‌وزن ۸۲٫۵+ ک‌گ    | هارالد تامر · استونی  | Kārlis Leilands · لتونی | کالیو راگ · استونی       |

## جدول مدال‌ها
| رتبه           | کشور           | طلا | نقره | برنز | مجموع |
| -------------- | -------------- | --- | ---- | ---- | ----- |
| ۱              | استونی         | ۳   | ۳    | ۵    | ۱۱    |
| ۲              | سوئیس          | ۱   | ۰    | ۰    | ۱     |
| ۲              | فرانسه         | ۱   | ۰    | ۰    | ۱     |
| ۴              | لتونی          | ۰   | ۲    | ۰    | ۲     |
| مجموع (۴ کشور) | مجموع (۴ کشور) | ۵   | ۵    | ۵    | ۱۵    |